# Kriegerdenkmal Landsberg

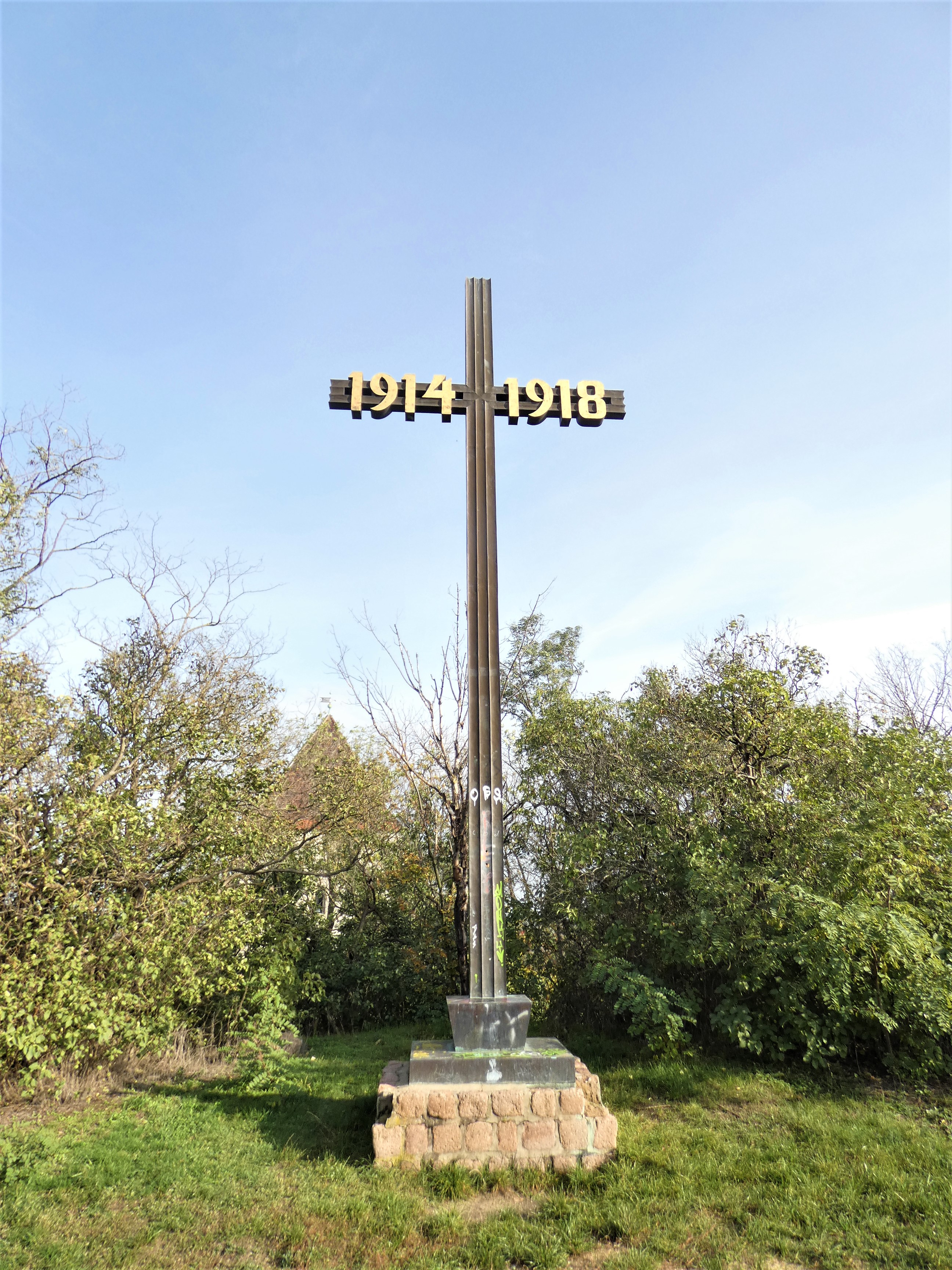
Erinnerungskreuz an den Ersten Weltkrieg auf dem Kapellenberg

Das Kriegerdenkmal Landsberg ist ein denkmalgeschütztes Kriegerdenkmal in der Stadt Landsberg in Sachsen-Anhalt.
Im örtlichen Denkmalverzeichnis ist das Kriegerdenkmal unter der Erfassungsnummer 094 55293 als Baudenkmal verzeichnet.
Das sich auf dem Kapellenberg befindende Kriegerdenkmal in Form eines Kreuzes wurde 1926 zur Erinnerung an die Gefallenen des Ersten Weltkriegs von Paul Horn geschaffen. Das 7,5 Meter hohe Metallkreuz mit den Jahreszahlen 1914–1918 wurde auf dem Burgberg, dem heutigen Kapellenberg, aufgestellt. 1939 ist das Kreuz durch die NSDAP-Stadtverwaltung demontiert und auf den Stadtfriedhof umgesetzt worden, wo es mehr als 60 Jahre verblieb.
Nach der Wiedervereinigung wurde das Kreuz im Jahr 2000 auf Initiative von Bürgern und der Stadtverwaltung nach einer Restaurierung an seinem ursprünglichen Standort wieder aufgestellt. Die zum Kreuz gehörende Gedenktafel mit den Namen der 68 im Krieg gefallenen Landsberger befindet sich in der Stadtkirche St. Nicolai.